# 直距曲花紫堇
直距曲花紫堇（学名：Corydalis curviflora sp. minuticristata）为罂粟科紫堇属下的一个亚种。

## 扩展阅读
- 維基物種上的相關：直距曲花紫堇